# Oregon Open
Het Oregon Open is een jaarlijks golftoernooi in de Verenigde Staten en maakte deel uit van de Amerikaanse PGA Tour, in eind de jaren 1920 en begin de jaren 1930. Het toernooi vindt telkens plaats op verschillende golfbanen in de staat Oregon en wordt georganiseerd door de "Pacific Northwest Section PGA".

## Winnaars
| - 1905: George Smith - 1906/25: Geen toernooi - 1926: Bert Wilde (PGA Tour) - 1927: Tommy Armour (PGA Tour) - 1928: Oscar F. Willing (amateur; PGA Tour) - 1929: Horton Smith (PGA Tour) - 1930: Leo Diegel (PGA Tour) - 1932: Geen toernooi - 1933: Geen toernooi - 1933: Al Zimmerman (PGA Tour) - 1934: Ted Longworth (PGA Tour) - 1935: Geen toernooi - 1936: Ray Mangrum (PGA Tour) - 1937/40: Geen toernooi - 1941: Bob Litton - 1942: Al Zimmerman - 1943-45: Geen toernooi - 1946: Lou Jennings (amateur) - 1947: Charles Congdon - 1948: Harold West - 1949: Ron Clark (amateur) - 1950: Harold West - 1951: John Langford Jr. - 1952: Bob Duden - 1953: Bob Duden - 1954: Bruce Cudd (amateur) - 1955: Bruce Cudd (amateur) - 1956: Gene "Bunny" Mason - 1957: Oscar "Ockie" Eliason | - 1958: Dick Yost (amateur) - 1959: Bob Duden - 1960: Bill Eggers - 1961: Bill Eggers - 1962: Bob Duden - 1963: Glenn Spivey - 1964: Jerry Mowlds - 1965: Mike Dudik - 1966: Al Feldman - 1967: Bob Duden - 1968: Pat Fitzsimons (amateur) - 1969: Bob Duden - 1970: Bob Duden - 1971: Ted Denham - 1972: Rick Acton - 1973: Bob Duden - 1974: Gene Edstrom (amateur) - 1975: Craig Griswold - 1976: Peter Jacobsen (amateur) - 1977: Rick Acton - 1978: Rick Acton - 1979: Peter Jacobsen - 1980: Doug Campbell - 1981: Mike Warner (amateur) - 1982: Walt Porterfield Jr. - 1983: Scott Taylor (amateur) - 1984: Mike Davis - 1985: Rick Acton - 1986: Doug Campbell | - 1987: Jim Strickland (amateur) - 1988: Greg Whisman - 1989: Tim Hval (amateur) - 1990: Pat Fitzsimons - 1991: Doug Doxsie - 1992: Mike Gove - 1993: John McComish - 1994: Bill Tindall - 1995: Jeff Coston - 1996: Dan Koesters - 1997: Bill Porter - 1998: Bill Porter - 1999: Michael Combs - 2000: Bill Porter - 2001: Ken Bensel - 2002: Darek Franklin - 2003: Tracy Vest - 2004: Jeff Coston - 2005: Erik Hanson (amateur) - 2006: Scott Krieger - 2007: Josh Immordino - 2008: Corey Prugh - 2009: Brian Nosler - 2010: Derek Berg (amateur) - 2011: Reid Martin (amateur) - 2012: Brian Thornton - 2013: Hans Reimiers (amateur) |